# 몽탄북초등학교

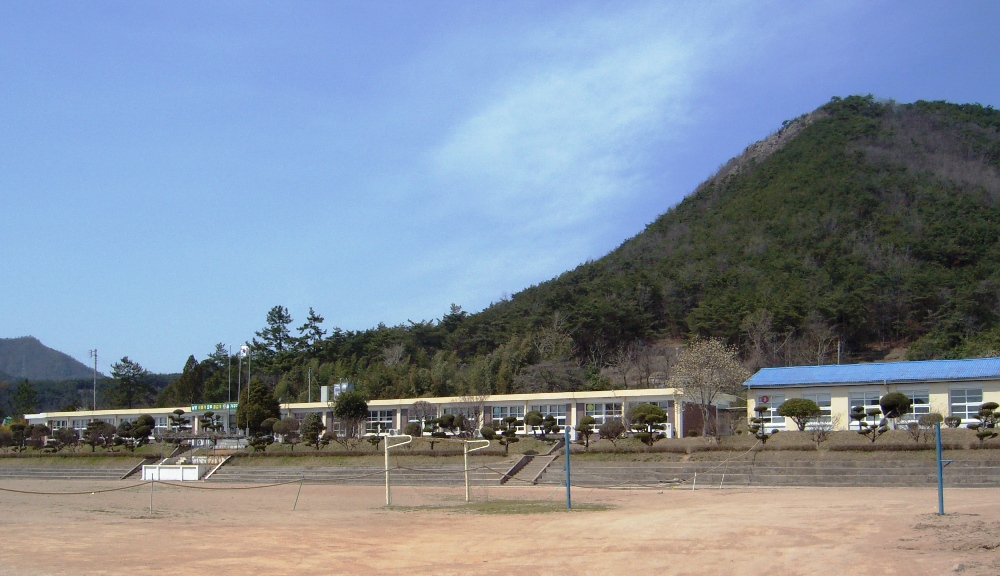

몽탄북초등학교는 대한민국 전라남도 무안군 몽탄면 우명길 43 (사창리)에 있었던 공립 초등학교이다.

## 연혁
- 1944년 5월 14일 몽탄북공립국민학교로 개교(설립인가 4월 1일)
- 1950년 6월 1일 몽탄북국민학교로 개칭
- 1981년 3월 1일 병설유치원 개원
- 1995년 3월 1일 급식소 개소
- 1996년 3월 1일 몽탄북초등학교로 개칭
- 2008년 2월 20일 제60회 졸업장 수여식(총 4401명)
- 2009년 3월 1일 몽탄초등학교로 통폐합